# Hugo Ball

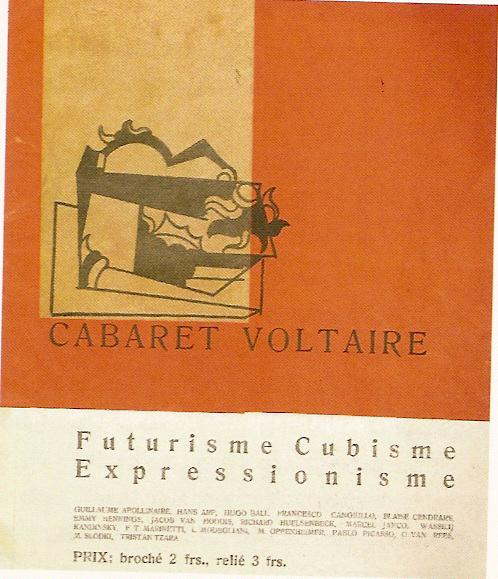
Edició de "Cabaret Voltaire", publicat el 1916 per Hugo Ball. La primera publicació dadaista a Zúric

Hugo Ball (Pirmasens, Alemanya, 22 de febrer del 1886- Montagnola, Suïssa, 14 de setembre del 1927) va ser un poeta cofundador del moviment dadaista de Zúric. Va fundar el Cabaret Voltaire i la Galerie Dada.
Del moviment dadaista pot consultar-se el Dada Manifesto de Tzara (1918).
Molt implicat en política, a més de poesia va escriure articles periodístics, obres de teatre (va estudiar a l'escola d'art dramàtic de Max Reinhardt), novel·les i una biografia (Hermann Hesse). El maig del 1915, per escapar-se de la Primera Guerra Mundial, va migrar amb la seva companya Emmy Hennings, cantant de cabarets, a Suïssa. País neutral, on va viure la resta de la seva vida.